# Fausto Zonaro
Fausto Zonaro (Padua, 1854-San Remo, 1929) fue un pintor italiano, conocido por sus cuadros del Imperio otomano.

## Biografía
Nacido el 18 de septiembre de 1854 en Padua, a comienzos de la década de 1890 se instaló en el Imperio otomano, en la antaño conocida como Constantinopla, retratando a personajes de la corte del sultán Abdul Hamid II, así como paisajes. Tras la revolución de los Jóvenes Turcos terminaría volviendo a su país natal, donde falleció, en la ciudad de San Remo, el 19 de julio de 1929.